# Ests landbouwmuseum
Het Ests landbouwmuseum is een openluchtmuseum in de Estse plaats Ülenurme, net buiten Tartu gelegen. Het museum richt zich op de ontwikkeling van de landbouw en het plattelandsleven in Estland, vanaf de late 18e eeuw tot het begin van de 21e eeuw. Bezoekers kunnen oude gereedschappen en landbouwmachines uit het Sovjet-tijdperk bekijken, evenals een windmolen uit Saaremaa. Daarnaast biedt het museum museumlessen voor zowel kinderen als volwassenen, masterclasses en kookworkshops. Bezoekers kunnen ook de geschiedenis van de veeteelt verkennen door middel van een expositie over de ontwikkeling van veehouderij in Estland. Het museum wordt beheerd door het Ests plattelandsmuseum, dat ook het C.R. Jakobson boerderijmuseum en de Tori paardenboerderij beheert.